# 达妮埃拉·霍德罗娃
达妮埃拉·霍德罗娃（1946年7月5日—2024年8月31日）是一名捷克作家和文学学者。她赢得了2012年卡夫卡奖。她做研究生的研究是法国文学和比较文学。自1975年以来，她在捷克科学院文学研究所工作，现在是高级研究员。她的小说通常结合了文学学的话题，开拓了理论在文学作品的含义和形式。她最出名的作品是《惨痛城市》三部曲，描写了布拉格这座中欧城市的历史。